# ساندرا باين
ساندرا باين (بالإنجليزية: Sandra Payne)‏ هي ممثلة بريطانية، ولدت في 24 سبتمبر 1944 في Royston, Hertfordshire ‏ في المملكة المتحدة.

## وصلات خارجية
- ساندرا باين على موقع IMDb (الإنجليزية)
- ساندرا باين على موقع قاعدة بيانات الفيلم (الإنجليزية)